# ちんさや 〜電脳系FMラジオ
ちんさや 〜電脳系FMラジオ（ちんさや 〜でんのうけいFMラジオ）はエフエム福岡で金曜深夜 27:00-29:00に放送されていたラジオ番組。2008年10月5日からは再放送もスタートし、本放送の120分番組を90分間に編集して放送していた。
2009年3月27日にラジオ放送は終了したが、エフエム福岡内のポッドキャストは継続しており、不定期で更新されている。ラジオで放送されていた内容のほぼ全て（著作権に関わる部分などを除く）が、現在でも公式サイトからダウンロード可能となっている。

## 出演者
パーソナリティ
- ちん
- 林さやか

## 概要
パーソナリティであるタレント林さやかとちんのトークがメインの番組であるが、ゲストの出演、インタビューなども多い。パーソナリティ（特にちん）の過激な発言が多く、頻繁に自主規制音（いわゆるピー音）がかぶせられた。ラジオ放送後期になると、番組収録状況をUstreamで配信しチャット（Lingr）と連携させるなど、革新的な試みも行われた。番組ではインディーズの楽曲が掛かることが多いが、これはポッドキャストでもそのまま聴けるための配慮である。
番組開始から終了まで、スポンサー企業がつく事は無かった。パーソナリティが番組内で「予算が無い」と明言するほど低予算で制作されていたらしく、番組ステッカー、ロゴ入りTシャツ、キーホルダーなどをリスナーが自前で作製し、番組宛に送付するということが度々行われた。

## コーナー
適当なテーマが見つかると、比較的安易にコーナー化されることが番組の特徴の一つである。
さめんちゅ（鮫人）サメオタクとして知られるタレント林さやかが、毎週サメやエイなど軟骨魚類の分類・生態・生理などについて紹介する。週ごとに特定のサメやエイを紹介することが多い。番組開始から最終回まで継続したコーナーである。
今週のエコノミストエコノミスト誌の日本語翻訳を行っているイーアイエスの社員へインタビューを行い、最新の記事について解説する。インタビュアーは番組プロデューサーの浅原。
謎のアジア人の大人のうんちく謎のアジア人が飲食にまつわるうんちくを披露する。ポッドキャストではジングル以外カットされている。
コダカク（クオリティにこだわる恋愛革命家の集い）恋愛関連のトークコーナー。下ネタばかりになってしまうことも多い。
クリスタルアイズ好意を持っている人物に対して贈るマイテープの話題。コーナー名はパーソナリティのちんが、マイテープに付けたサブタイトルに由来する。
ハローデイ福岡県を中心に展開するスーパー「ハローデイ」を応援する企画。最終回では加治社長へのインタビューも行われた。
もっこりモリミー番組継続のためにどのような活動をするべきか、リスナーからの意見を募る企画。
その他「林さやか改造計画」、「家族の肖像」、「今週のスパ王」、「トラウマビーチ劇場」、「林さやか勝利への道」などのコーナーが存在した。

## あとのお祭り
ラジオ放送終了後、パーソナリティちんが不定期に継続しているポッドキャスト。現在は元リスナーであるふぃべと2人でのトークがメインである。ちんは番組内で「ラジオ放送打ち切りから1年でやめようと思っていたが、もうすこし続けようと思う」と発言しており、2010年6月現在まだ継続中である。
2010年3月28日には、ラジオ放送終了一周年を記念し、打切祭と題してUstreamによるストリーミング放送が行われた。この放送についてはストリーミングのみで行われ、ポッドキャストのファイルとしてはダウンロードできない。
ちんさや リターンズの放送開始を受けて、番組名を「フィービー田中（B定）」に改名した。

## ちんさや リターンズ
2010年6月、浅原PがTwitterを用いた公開営業活動（テーブルマーク名指しのスポンサー依頼）を始め、これが実を結んで番組再開が決定。最終決定時はパーソナリティのちんにすら事前の根回しが無く、彼も番組再開の報をTwitterで知った。

## 用語
番組では数々の隠語等が生み出された（五十音順）。
あ行
イカ人（いかんちゅ）株式会社釣春秋が出版するイカ釣り（エギング）専門雑誌。林さやかが表紙を飾ったことで番組で取り上げられた。
イルカサメに注目するという番組の特色上、一般的な認知度・人気が高いイルカを仮想敵と見なすことが多かった。なお、実際にパーソナリティ2人がイルカ嫌いなわけではない。また、最終回のさめんちゅにおいて、林さやかはイルカの能力を認める発言もしている。
エアちんがマイテープに付けたサブタイトル。
お元気様ですハローデイ社内で「お疲れ様です」の代わりに用いられる挨拶。ハローデイ応援企画が始まったころから番組内でも用いられるようになった。
か行
きょうのびんたちんがびんたをされる動画のこと。びんたをする人は林さやかであったり、ゲストであったりする。
くしゃみ林さやかのくしゃみが可愛い、とリスナーの間で評判となりリクエストが来ることがあった。このため、番組収録中こよりを鼻に入れてくしゃみを出すということが何度か行われた。
グランデ（grande）スペイン語で大きいの意。番組内ではちょっととの組み合わせで頻用される。
クリスタルアイズちんがマイテープに付けたサブタイトル。当初はマイテープの代名詞として用いられたが、番組進行に伴い拡大解釈されていき、最終的には「クリスタルアイズとは生き方である」という定義に変化した。番組後期のメインコーナーの一つでもある。
ゴールデンボイス番組内で頻繁に披露された林さやかのアニメ声優風の声音のこと。「○○お兄ちゃん！」の呼びかけで始まることが多い。
コラ！ちん！通常、番組内で林さやかはちんのことを「ちんさん」と呼ぶが、ちんの傍若無人ぶりが行きすぎた時などは呼び捨てになる。番組後半ではお約束のように用いられた。似たような状況で「バッカじゃねーの！」が用いられたこともある。
さ行
サウザンアイランドちんがマイテープに付けたサブタイトルらしい。友人の証言によるが、本人は全く記憶に無いという。
Someday番組全体を通じて，オンエアされる楽曲は駄洒落によって決定することが多い。特に番組後期になると，さめんちゅのコーナー後には必ず「Someday」というタイトルの曲がオンエアされた（アーティストは毎回異なる）。これは「サメ」という言葉との駄洒落であり，エイを取り上げた回では「少女A」なども選ばれた。
サメ検定林さやかが気まぐれに出題する三択形式のサメに関するクイズ。番組初期によく出題された。難易度によって5級（易しい）から1級（難しい）までのランクがあるが，5級でさえもかなり難易度が高く，一般人が答えられるレベルではなかった。そのため回答者（ちん，プロデューサー，ディレクター）全員が完全にカンで答えるのが恒例である。
支援物資リスナーから番組に送付されてくる物資の総称。ぬいぐるみ、アクセサリー、食物、ビール券、iPodなど様々なものが存在した。
じゅていむちんがマイテープに付けたサブタイトル。
聖地巡礼ハローデイの各店舗を巡ること。お客様の声カードを残すことが推奨される。
た行
ちょっとスペイン語「choto」。スラングで男性器を指す、というパーソナリティの発言から、番組内で頻用されるようになった。ほとんどの場合、グランデもしくはペケーニョと組み合わせて用いられた。リスナーからのメールで挨拶としても使われる。
ツーライン排尿時に尿が二股に分かれること、あるいはその状態の人のことを指す。男性にのみ用いられる。ツーラインが起こるメカニズムについて、数回の放送に渡って議論が行われた。
トーテモーイイデスヨーアメリカ合衆国を中心に活動するインディーズバンド、フリーズポップの曲「Tenisu No Boifurendo」の歌詞に由来する言葉。パーソナリティが当該曲を気に入り何度か使われた。
な行
ナマズのような魚林さやかが通勤途中に見た、魚屋の水槽にいた魚のこと。海水魚と同じ水槽にいたことから、ゴンズイである可能性が高いとリスナーから指摘された。
は行
ハケンCDラジオ放送の打ち切りに伴いリスナーにプレゼントされたCD。要望のメールを出すと必ず貰うことができた。中身は番組終了後の反省会の音声、林さやかの描いたイラストなど。
ハミングバードスタジオエフエム福岡新社屋のDスタジオのこと。スタジオの窓から福岡ハミングバード中央インが見えることから、パーソナリティが勝手に命名した。
ひとりですちんが孤独感を表現するために使った言葉。番組ではちんが進行を知らされないことが度々あり、ふてくされて発言することが多い。
ひな壇リスナーストリーミングによる公開生収録時、チャットに参加しているリスナーを指す。
ペケーニョ（Pequeno）スペイン語で小さいの意。番組内ではちょっととの組み合わせで頻用される。
ボリビア「日本人がモテる国はどこですか？」というパーソナリティの質問に対して、ゲストのタナカマコト（2008年9月26日放送分）が答えた国名。これ以降、「モテない人はボリビアに行こう」が合い言葉になった。
ポンコツリスナーちんがヘヴィリスナーを表現するために使った言葉。ラジオ放送終了後のポッドキャスト（あとのお祭り）内では、栄誉ある称号としての意味合いが強くなっている。また、放送終了後からのリスナーをガラクタリスナーと呼ぶ場合もある。
ぼんじょる脳ちんが1996年～1997年に開設していたウェブサイト。2011年3月，林さやかの公式ブログがリニューアルされ，「ぼんじょる脳」に改名された。
ま行
ミツクリ教授ミツクリザメの名前の由来である元東京大学動物学教授・箕作佳吉のこと。ちんが度々ミツクリ教授のモノマネを披露することがあり、番組の名物となった。なお、箕作は江戸ー明治時代の人間であり、当然ながらこのモノマネは全くのあてずっぽうである。
嶺鶯キングレコード所属の歌手。パーソナリティのお気に入り歌手として数回にわたって曲がオンエアされた。嶺鶯に関する話題は「あとのお祭り」でも度々取り上げられ，ちんによるインタビューも行われている。なお，代表曲である「チャールストン」はラジオ放送最終回で最後にオンエアされた曲である。
ミュージックダストちんがマイテープに付けたサブタイトル。
モンハンカプコンの『モンスターハンター』シリーズのこと。林さやかが番組内で同シリーズを絶賛し、特に番組初期は『ポータブル 2nd G』が発売されて間もないこともあってか、度々話題に上った。
や行
ら行
REALOVE RADIO林さやかがちんさや以前にパーソナリティを勤めていたFM福岡の番組。ちんさや開始当初は「REALOVE RADIOの方が良かった」というメールが多かった。
わ行

## BGM
jets (Snoop)『MDT』『PPP』『G』